# Ulf Bergström

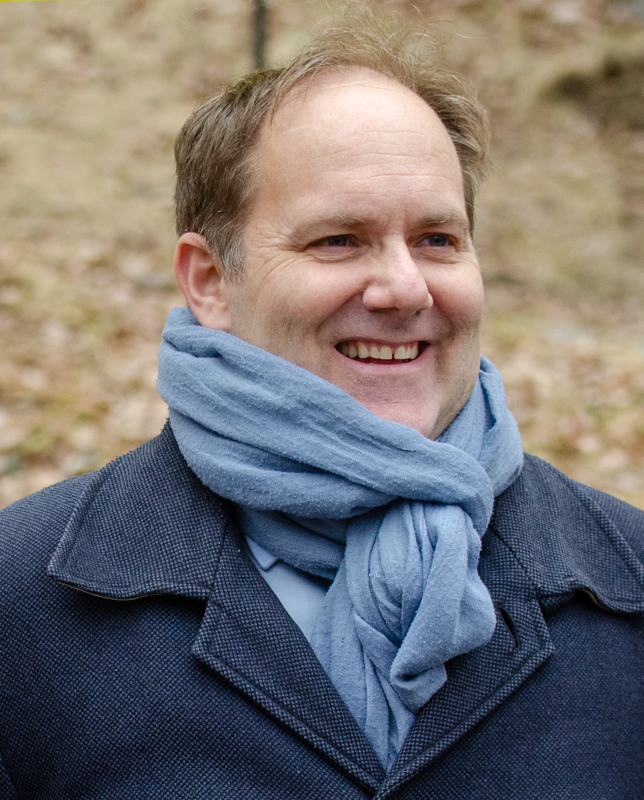
Ulf Bergström i samband med en manifestation för Ukraina, utanför ryska ambassaden i mars 2024.

Ulf Lars Fredrik Bergström, född 1972, är en svensk författare, operasångare, socialdemokrat.

## Biografi
Bergström gick på Adolf Fredriks Musikskola, Stockholms Musikgymnasium, samt studerade vid College of Europe. 
Bergström har varit pressekreterare på finansdepartementet (2000-2001) för dåvarande finansminister Bosse Ringholm och planeringschef Jens Henriksson. Han har sedermera arbetat på en konsultfirma. Han har sedan 2005 bl.a. varit talesman och kommunikationschef vid olika EU-myndigheter. Bergström var 2019-2021 ordförande i Republikanska Föreningen.
Som musiker  har han medverkat i ett antal inspelningar, bl.a. Rikskonserters inspelning av Singoalla, World Youth Choir "Live in Toronto"  1995, samt verkat vid Operan och Folkoperan  som operasångare. Han sjöng den ukrainska kampsången Oy u Luzi, för första gången med svensk text 2024. Han har vidare varit frilansskribent, och deltagit i samhällsdebatten i eget namn, som socialdemokratisk debattör med inriktning på främst EU-frågor, mänskliga rättigheter och politisk analys.  Som sådan var han lokalt nominerad till Europaparlamentet och Riksdagen 2013, men hamnade inte på valbar plats. 2018 medverkade han i stöduppropet av operamännen  för #MeToo #ViSjungerUt -operasångerskorna. I mars 2018 publicerade han sin debutroman thrillern Hatarna. Därtill har han som författare skrivit om monarki och hur det står i strid mot mänskliga rättigheter på Dagens Arena.